# Cassero (architettura)

Il càssero è il termine di area pisana per dongione. Verso la fine del XII secolo soppianta il sinonimo proveniente dall'Italia settentrionale (mutuato dal francese).

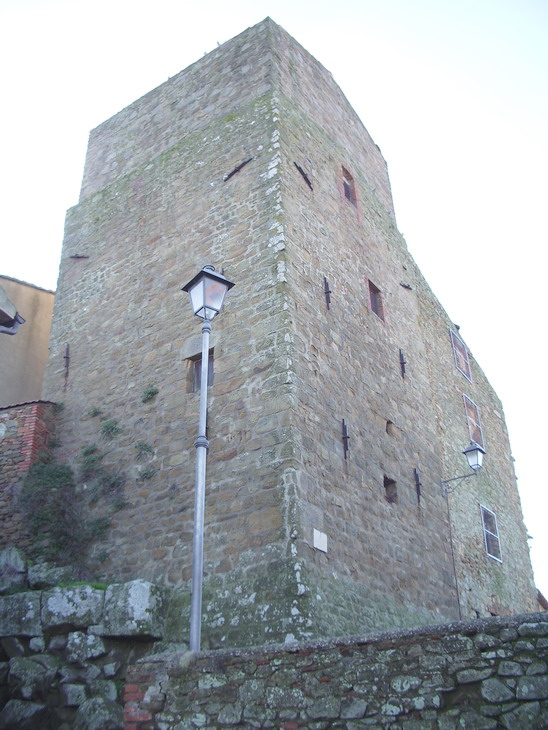
Cassero Senese di Vetulonia

## Etimologia
Il nome "cassero" deriva dal latino castrum attraverso l'arabo q'asr